# Neopseustis fanjingshana
Neopseustis fanjingshana là một loài bướm đêm thuộc họ Neopseustidae. Nó được Yang miêu tả năm 1988. Nó được tìm thấy ở tỉnh Quý Châu và tỉnh Hồ Nam ở Trung Quốc.
Sải cánh dài khoảng 17 mm. 